# Clivaggio (geologia)
Il clivaggio è un processo geologico che avviene a basse temperature, successivo alla genesi della roccia, e produce un'anisotropia meccanica, ma non la perdita di coesione del materiale.
Principalmente esistono 4 tipi di clivaggio.

## Clivaggio disgiuntivo
È caratterizzato da foliazioni, tipico di rocce sedimentarie con basso o nullo metamorfismo prodotto da stress tettonico differenziale.
La forma può variare dalla "sutura", planare o ondulata.
Il metodo di classificazione di questo clivaggio si basa sulla spaziature delle singole fratture:
| Classificazione     | da    | a     |
| ------------------- | ----- | ----- |
| Weak Cleavage       | 1 mm  | 1 cm  |
| Moderate Cleavage   | 1 cm  | 10 cm |
| Strong Cleavage     | 10 cm | 1 m   |
| Continuous Cleavage | >1m   |       |

## Clivaggio a matita
Tipico di rocce sedimentarie argillose a basso metamorfismo. Produce una rottura a parallelepipedo allungato (come una matita); è dovuto alla deposizione e disposizione planare degli strati sedimentari che possono essere accentuati dalla compattazione (produce anisotropia meccanica). Applicando uno sforzo differenziale si crea un clivaggio ortogonale ai piani di stratificazione e l'intersezione tra queste 2 discontinuità ci dà la tipica forma caratteristica del clivaggio a matita.

## Slaty cleavage
Caratteristico di rocce sedimentarie argillose ricche di fillosilicati, basso grado metamorfico.
Il meccanismo di formazione è simile a quello del clivaggio a matita, ma con il clivaggio ortogonale alla stratificazione dominante (forma di tavola)

## Clivaggio di crenulazione
Rocce ricche in fillosilicati. La roccia è sottoposta ad una compressione con direzione parallela alla foliazione, questo crea sulla roccia micropiegamenti fittamente spaziati, formando così una seconda foliazione (tettonica). Se la compressione è ortogonale alla prima foliazione le pieghe saranno simmetriche.
Durante il piegamento il quarzo viene rimosso e trasportato per "dissolution creep" e si deposita sulle zone di cerniera delle micropieghe mentre i fillosilicati rimangono sui fianchi delle micropieghe; è avvenuta una differenziazione mineralogica. Se questa differenziazione fosse totale, avremmo la cancellazione della vecchia foliazione.
In questo processo si possono avere perdite sostanziali di volume fino al 50%.
La tecnica per determinare l'andamento della foliazione sfrutta l'anisotropia magnetica.

## Altri tipi di clivaggio

### Clivaggio Filladi
Quando aumenta il grado di metamorfismo (scisti verdi) dai fillosilicati si generano clorite e muscovite che, in presenza di uno stress differenziale, crescono fortemente isorientate dando un aspetto lucido e setoso alla roccia.

### Scistosità
Aumentando ancora il grado metamorfico fino ad arrivare nel campo di formazione dei protoliti pelitici, si ha la crescita di miche, che in presenza di uno stress differenziato si dispongono con una struttura planare fortemente orientata.

### Foliazione gneissica
Ad un ulteriore aumento del grado metamorfico (fusione parziale) si formano rocce bandate, bande chiare: (feldspato, quarzo) bande scure (anfiboli, pirosseni, biotite).

### Embricato
L'embricato è un tipo di clivaggio che si presenta in rocce metamorfiche fortemente deformate, come gli scisti cristallini. Si tratta di un clivaggio incrociato, in cui le lamine della roccia sono sovrapposte e intrecciate in modo tale da formare una struttura a fazzoletto o a mattonella. Questo tipo di clivaggio si forma quando le rocce sono sottoposte a una forte pressione e deformazione, causata dalla tettonica delle placche o da altri processi geologici. L'embricato è una caratteristica importante per la classificazione delle rocce metamorfiche e può fornire informazioni preziose sulla storia geologica della regione in cui si trovano queste rocce.